# 解离度
在化学中解离度（dissociation degree）是电解质达到解离平衡时已解离的分子数和原有分子数的比值，反映了电解质的解离程度。
解离度常用希腊字母{\displaystyle \alpha }表示，它与范特霍夫系数{\displaystyle i}具有如下关系：
{\displaystyle i=1+\alpha (n-1)}
（n为解离出的离子数）

### 例子
KCl ⇌ K+ + Cl-
此时{\displaystyle n=2}，公式变为{\displaystyle i=1+\alpha }

## 資料來源
1. 1 2  .   [2012-04-08]. （原始内容存档于2021-05-03）.